# Pambujan
Pambujan ist eine philippinische Stadtgemeinde in der Provinz Northern Samar. Sie hat 33.062 Einwohner (Zensus 1. August 2015).

## Baranggays
Pambujan ist politisch unterteilt in 26 Baranggays.
| - Cababto-an - Cabari-an - Cagbigajo - Canjumadal - Doña Anecita - Camparanga - Ge-adgawan - Ginulgan - Geparayan - Igot - Ynaguingayan - Inanahawan - Manahao | - Paninirongan - Poblacion District 1 - Poblacion District 2 - Poblacion District 3 - Poblacion District 4 - Poblacion District 5 - Poblacion District 6 - Poblacion District 7 - Poblacion District 8 - San Ramon - Senonogan - Sixto T. Balanguit, Sr. - Tula |